# آر خرگوش
ستاره آر خرگوش یک ستاره است که در صورت فلکی خرگوش قرار دارد. ستاره «آر خرگوشی» یا «ستاره سرخ آتشین» بی‌نهایت جالب است. این یک ستاره نادر از نوع ستارگان کربنی خیلی سرد و در نتیجه با چهره‌ای بسیار سرخ است. درخشندگی آن از ۶٫۸ تا ۱۰٫۵ متغیر است و هر ۴۳۲ روز یکبار چنین حالتی رخ می‌دهد و دوباره به وضع پیشین برمی‌گردد. وقتی که به درخشنده‌ترین حالت خود می‌رسد، به رنگ سرخ مسی در می‌آید. زمانی که قدر آن ضعیف‌تر می‌شود، رنگش به قرمز خونی برمی‌گردد. ستارگانی همچون ابط الجوزا و قلب العقرب در مقایسه با این ستاره، رنگ پریده‌اند. مشاهده ستاره آر خرگوش با دوربین دوچشمی یا ترجیحاً تلسکوپ کوچک، ارزشمند است. موقعیت آن در جبهه غربی خرگوش، حدود ۴ درجه ای ستارهٔ موی آن است.

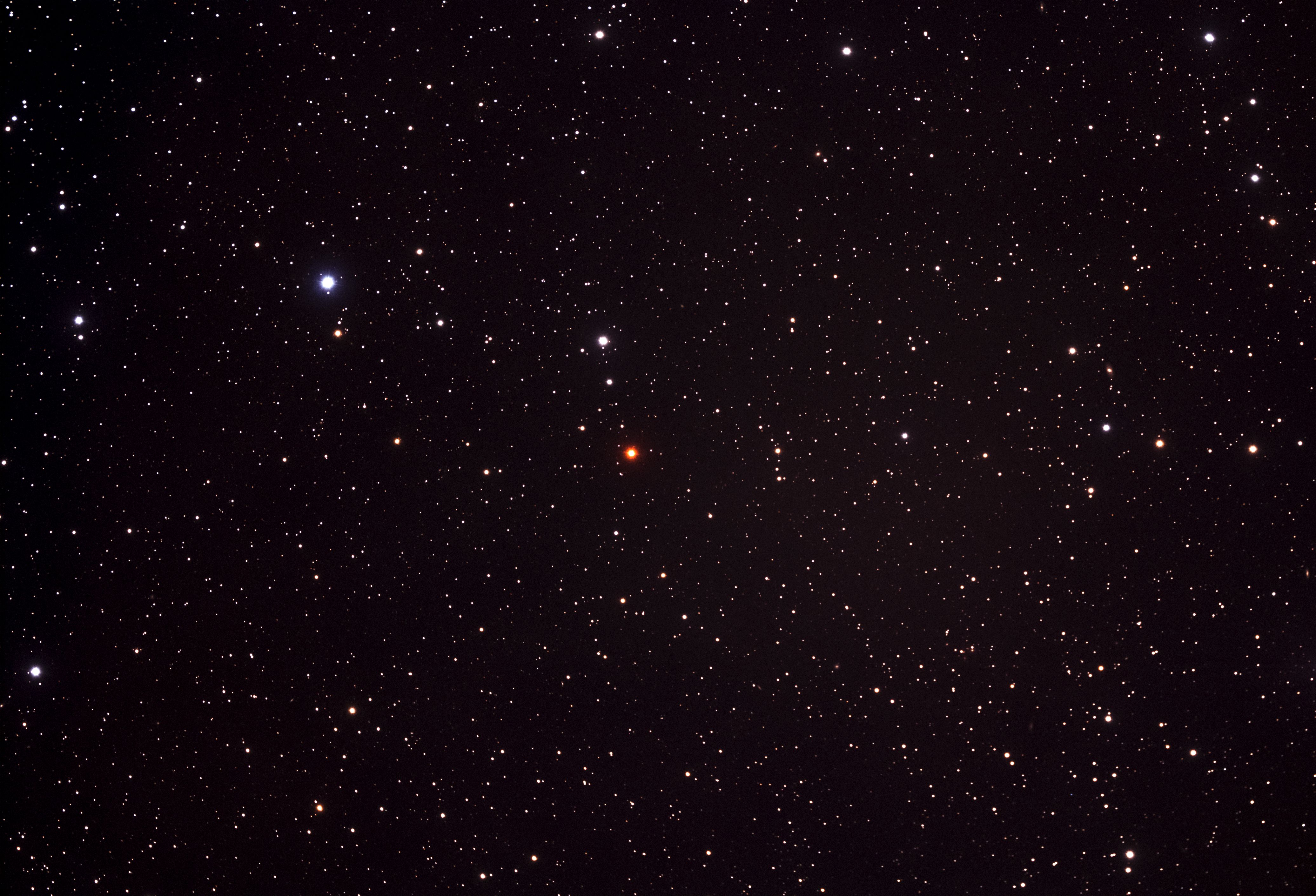
تصویری از ستاره کربنی R Leporis که در دوربین دوچشمی دیده می‌شود. R Leporis ستاره قرمز مرکز است.